# Гоночные флаги
В авто- и мотогонках для сигнализации применяются особые флаги. Флаги, применяемые в чемпионатах Международной автомобильной федерации, описаны в приложении H спортивного регламента FIA.

## Сравнительная таблица
| Флаг | NASCAR                                         | IndyCar                                                                                      | Турниры FIA                                                                  | Турниры FIM                                                                               |
| ---- | ---------------------------------------------- | -------------------------------------------------------------------------------------------- | ---------------------------------------------------------------------------- | ----------------------------------------------------------------------------------------- |
|      | Старт/рестарт гонки                            | Старт/рестарт гонки                                                                          | Конец опасности/рестарт                                                      | Конец опасности/рестарт                                                                   |
|      | Предупреждение, приостановка гонки             | Локальное предупреждение (одиночный) или полное предупреждение (двойной), приостановка гонки | Локальное или полное (режим машины безопасности) предупреждение об опасности | Опасность на трассе (одиночный) или препятствие, которое перекрывает всю трассу (двойной) |
|      | Мусор, вода или технические жидкости на трассе |                                                                                              |                                                                              |                                                                                           |
|      | Остановка гонки                                |                                                                                              |                                                                              |                                                                                           |
|      | Последний круг                                 | Последний круг                                                                               | Медленная машина на трассе                                                   | Разрешение вернуться в боксы и сменить мотоцикл                                           |
|      | Штраф                                          | Штраф                                                                                        | Дисквалификация                                                              | Дисквалификация                                                                           |
|      | Локальное предупреждение/медленный автомобиль  | Не используется                                                                              | Приближение более быстрой машины                                             | Быстрое приближение, трафик на выезде с пит-лейн                                          |
|      | Не используется                                | Скорая помощь                                                                                | Не используется                                                              | На трассе находится автомобиль скорой помощи или эвакуатор                                |
|      | Не используется                                | Не используется                                                                              | Не используется                                                              | Дождь над трассой                                                                         |
|      | Не используется                                | Не используется                                                                              | Механическая проблема и требование покинуть трассу                           |                                                                                           |
|      | Не используется                                | Не используется                                                                              | Предупреждение (за неспортивное поведение или за нарушение границ трассы)    | Не используется                                                                           |
|      | Нет очков                                      | Не используется                                                                              | Не используется                                                              | Не используется                                                                           |
|      | Не используется                                | Нет очков                                                                                    | Не используется                                                              | Не используется                                                                           |
|      | Приближение более быстрой машины               | Быстрое приближение                                                                          | Не используется                                                              | Не используется                                                                           |
|      | Пит-лейн закрыт                                |                                                                                              | Не используется                                                              | Не используется                                                                           |
|      | Конец гонки или тренировочной сессии           |                                                                                              |                                                                              |                                                                                           |

## Старт и финиш

### Стартовый флаг

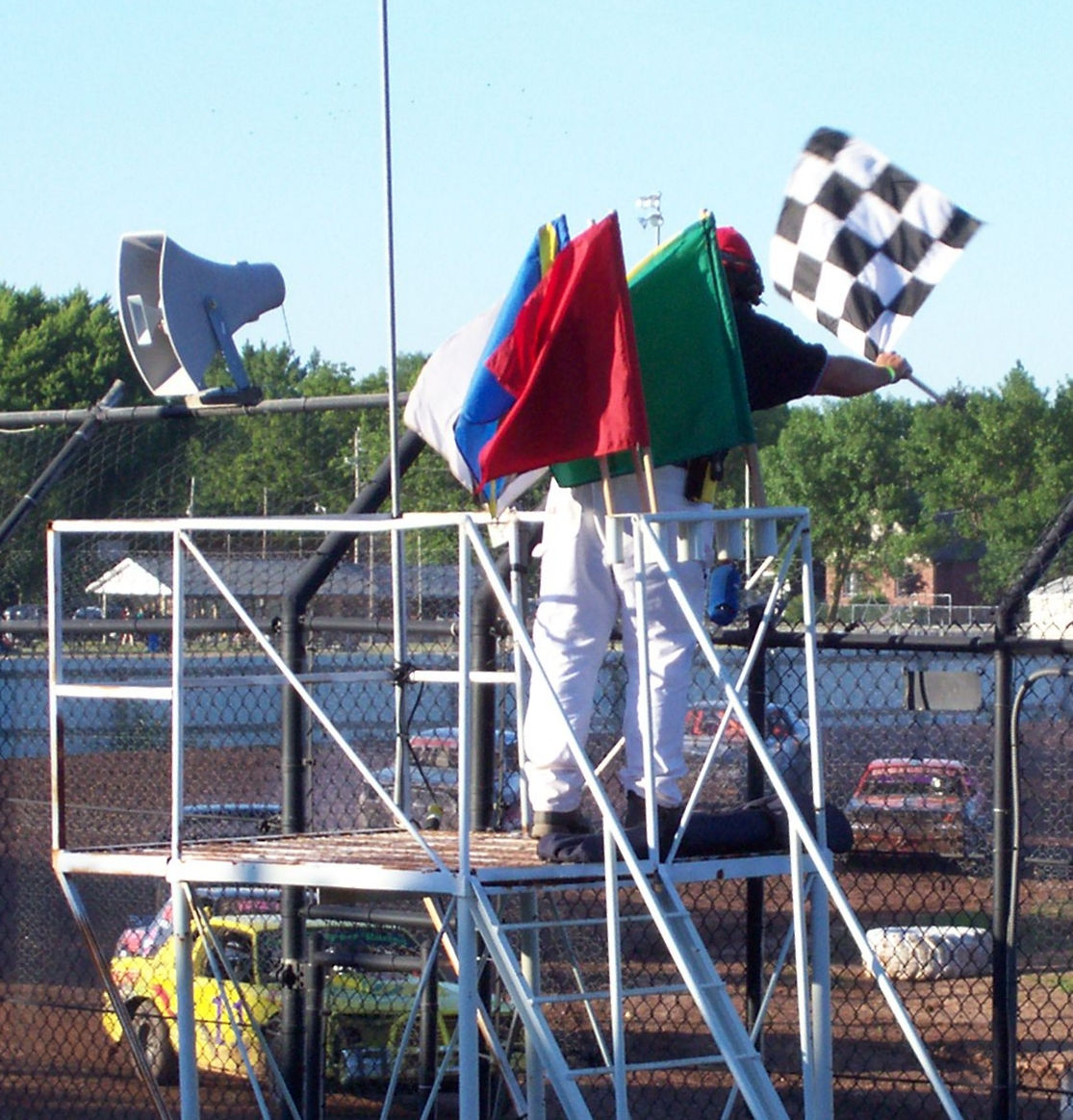
Судья размахивает клетчатым флагом; сзади полный комплект гоночных флагов — белый, синий (с жёлтой полосой), красный, жёлтый (плохо виден), зелёный.

По правилам FIA старт даётся государственным флагом. В любительских гонках применяют любой флаг, оказавшийся под рукой (обычно зелёный).

### Зелёно-жёлтый —фальстарт
В случае фальстарта судья поднимает зелёный флаг с жёлтым шевроном, расположенным в виде буквы V. Этот флаг существует не во всех гоночных сериях.

### Клетчатый— финиш

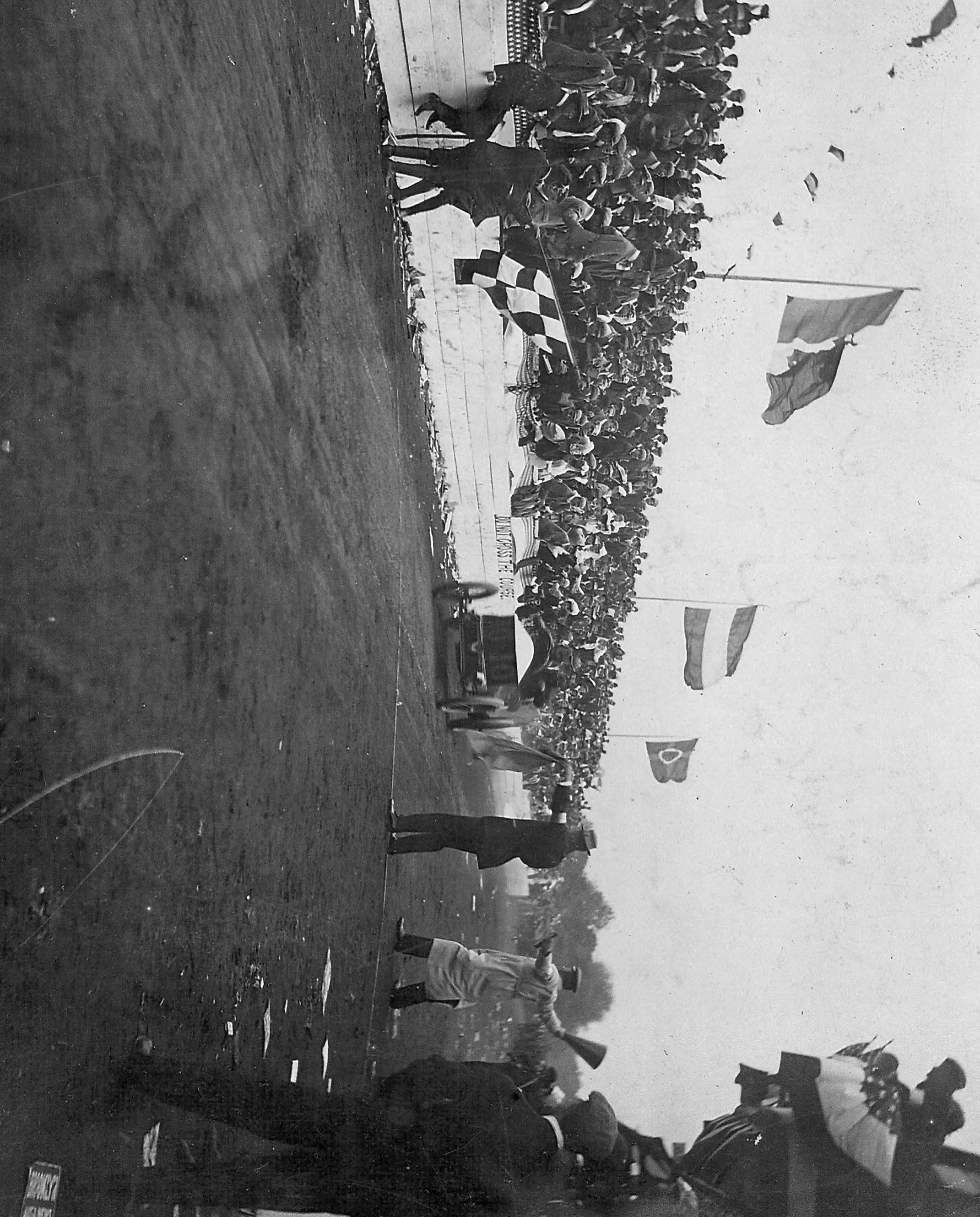
Первая фотография клетчатого флага

Судья или почётный гость гонки чествует победителя отмашкой чёрно-белого клетчатого флага. Клетка сверху у древка традиционно чёрная. До финишной черты гонщик может двигаться с гоночной скоростью, после — обязан снизить скорость до безопасной и заехать на стоянку. Даже если вы круговой, для вас гонка окончена и ваш результат — «минус N кругов».
Неподвижный флаг наизготовку ничего не предписывает и лишь информирует о скором окончании гонки. В некоторых сериях гонок после финиша механик может встать поперёк дороги и показывать флагом направление на стоянку.
Иногда клетчатый флаг передаётся победителю, и он проезжает с флагом круг почёта. В некоторых сериях (например, NASCAR) практикуется передавать гонщику клетчатый флаг с написанной на нём датой и местом гонки — этот флаг вывешивается над штаб-квартирой команды как трофей.
Клетчатый флаг показывается также в конце практики или квалификации. Правила те же — пройдя черту, гонщики снижают скорость и направляются на стоянку. Если пилот пересекает стартовую черту под клетчатым флагом второй раз, он автоматически дисквалифицируется. Круг, начатый до отмашки и закончившийся уже под клетчатым флагом, засчитывается.
Происхождение клетчатого флага достоверно не известно. Скорее всего, флаг сделали двухцветным американцы, устраивавшие автогонки на ипподромах — в клубах пыли такой флаг более заметен, чем одноцветный. Существуют и другие теории: например, флаг, обозначавший контрольный пункт, сделали клетчатым в авторалли по чистому каламбуру (checkpoint — checquered flag). Первая сохранившаяся фотография клетчатого флага — гонка кубка Вандербильта 1906 в Лонг-Айленде, Нью-Йорк. Однако, скорее всего, такой флаг употреблялся и ранее.
Клетчатый флаг известен даже людям, не знакомым с автогонками. В массовой культуре он также ассоциируется с окончанием чего-либо, даже не связанного с гонками. Например, программа инсталляции в самом конце может вывести изображение клетчатого флага.

### Жёлтый — проблема на старте
Если у кого-то из гонщиков возникла проблема на старте (например, двигатель заглох до стартового сигнала), судья в соответствующем ряду поднимает жёлтый флаг. Объявляется повторный старт, соответствующий гонщик штрафуется.
В Moto GP, если гонщики видят, что на стартовой решётке развевается в каждом ряду жёлтый флаг, то это означает, что гонка отложена. Если флаг развевается в одном ряду стартовой решётки, это указывает на то, что у гонщика в этом ряду возникли проблемы. Иногда это приводит к тому, что данный гонщик покидает стартовую решётку и стартует с пит-лейн через 5 секунд после того, как остальные стартуют с решётки.

## Флаги, описывающие обстановку на трассе
Эти флаги имеются в распоряжении всех маршалов трассы. Как правило, маршалы самостоятельно решают, показывать ли флаг в конкретной ситуации (за исключением красного флага — его разрешено показывать только по сигналу главного судьи).

### Красный — остановить гонку
Красный флаг означает серьёзное происшествие (вплоть до травмы, когда гонщик неспособен выбраться самостоятельно — спасение важнее всего остального), ухудшение погоды до негоночного состояния или полностью перекрытый проезд. Показывается на всех маршальских постах по сигналу главного судьи. Гонщики обязаны сбавить скорость до безопасной и завести машины на стоянку.
Правила, связанные с красным флагом, варьируются от серии к серии, приведём правила «Формулы-1» до 2004, широко используемые и в более простых сериях, где отведённое на гонку время, хронометраж и слежение за участниками сильно ограничены.
- Если лидер прошёл до 2 кругов — болиды дозаправляют, и объявляют полную переигровку, дистанция гонки — нормальная, порядок гонщиков — стартовый.
- Если лидер прошёл более 75 % дистанции, гонка считается состоявшейся; порядок мест — на момент пересечения стартовой черты за круг до аварии.
- Если от 2 кругов до 75 % — объявляется рестарт с решётки; порядок гонщиков — на момент пересечения стартовой черты за круг до аварии, из дистанции гонки вычитаются три круга: последний, аварийный и круг выезда на старт. То есть: если остановили на 6-м круге из 20, рестарт происходит по положению после 4-го круга, и остаётся проехать 20−4−3=13 кругов. Круговые становятся сзади колонны, им требуется дополнительно пройти столько кругов, на сколько они отставали. В картинге распространён «рестарт с паровозика» — карты ставят вплотную друг за другом.

Если по каким-то причинам рестарт совершить не удалось и пройдено до 2 кругов, гонка считается несостоявшейся и пилоты очков не получают. Если пройдено до 75 % дистанции, пилоты получают половину причитающихся очков. (Полную эволюцию этого правила см. в Список Гран-при чемпионата мира Формулы-1, остановленных красным флагом)
В MotoGP правила похожи, но с 2022 года порядок мест — на момент пересечения стартовой черты до тревоги. Все гонщики, которые пересекут финишную черту на том же круге, что и лидер, до красного флага, будут классифицированы в этом порядке (частичная классификация). Остальные будут классифицированы по предыдущему кругу.
В Северной Америке необходимая для итоговой классификации дистанция составляет 50 %, при пройденной дистанции меньше половины гонка не считается состоявшейся, а при невозможности рестарта — считается отменённой.

### Жёлтый — сигнал опасности
Показывается, если на трассе есть источник опасности: работающие люди, остановившаяся машина, обломки.
Один неподвижный флаг показывает опасность на обочине; размахивают одним флагом — опасность на дороге вне траектории; размахивают двумя — значительную опасность (перегороженную траекторию, узкий проезд, работающих людей). В зоне жёлтых флагов гонщики обязаны двигаться без обгонов со скоростью, на которой можно объехать препятствие (в случае двух флагов — можно экстренно остановиться).
На овальных трассах жёлтые флаги показывают синхронно над всей трассой, и выезжает машина безопасности. На дорожных трассах табличка «SC» означает, что начинается гонка за машиной безопасности.
В Moto GP во время гонки, если на посту маршала развевается единственный жёлтый флаг, это указывает на опасность на трассе впереди. Если на посту маршала развеваются два жёлтых флага, это говорит гонщикам об опасности, при которой препятствие покрывает часть или всю трассу. При жёлтом флаге гонщики должны сбавить скорость, а обгон запрещён до тех пор, пока не будет поднят зелёный флаг.
Если гонщик совершит обгон в это время, ему будет приказано уступить завоёванное место, если он этого не сделает, будет вынесен более суровый штраф. При этом если гонщик случайно обгоняет, но осознаёт это и уступает место как можно скорее (он указывает на это, махая рукой), штраф не начисляется. Если нарушение произошло во время тренировки или квалификации, время прохождения круга для этого гонщика будет удалено и не засчитано в итоговую квалификацию.

### Зелёный — опасность миновала
Отменяет действие жёлтого флага.

### Белый — медленная машина
Предупреждает о машине, которая движется со скоростью намного медленнее гоночной. Эта машина может быть как гоночной, так и обслуживающей (скорая помощь, эвакуатор).
В отличие от жёлтого флага, белый ничего не требует. Однако, когда машина остановится, белый флаг должен быть сразу же заменён на жёлтый.

### Белый — последний круг
Применяется в гоночных сериях США. Правила для последнего круга могут иметь отличия от правил, действующих во время всей гонки. Так, после белого флага запрещается продление гонки с последующим рестартом («не может быть двух белых флагов») и в случае появления жёлтых флагов на последнем круге гонка завершается под ними.

### Белый — разрешение вернуться в боксы
В MotoGP белый флаг развевается только на постах маршалов и указывает на то, что гонщикам разрешено вернуться в свои пит-боксы и пересесть на свой запасной байк, настроенный на дождь. Гонка, в таком случае, как правило, объявляется гонкой в дождевых условиях.

### Белый с красным крестом — на трассе обслуживающая машина
Применяется в некоторых сериях автогонок и в мотогонках. Означает, что на трассе находится автомобиль скорой помощи или эвакуатор.

### Белый с красным диагональным крестом — дождь на трассе
Используется исключительно в мотогонках. Означает дождь, идущий над трассой. В сочетании с жёлто-красным полосатым флагом указывает, что на трассе есть вода, которая влияет на сцепление с поверхностью.

### Синий — требование пропустить
Если сзади приближается более быстрая машина, маршалы показывают синий флаг. Неподвижный информирует о быстрой машине сзади; если же им размахивают — требуется немедленно пропустить. В случае игнорирования пилота могут оштрафовать.
Иногда (например, в США) синий флаг снабжают жёлтой диагональной полосой. В США требование синего флага носит рекомендательный характер.
В картинге гонщику, которого обошли на круг, показывают синий флаг с диагональным крестом. Этот флаг означает, что гонщику, которого обошли на круг, требуется заехать в боксы.
В MotoGP также используется чтобы сигнализировать о приближении транспортного потока при выезде с пит-лейн.

### Красно-жёлтый — скользкая дорога
Если на трассе оказалось вещество, ухудшающее сцепление шин (вода, масло, песок, мелкие обломки), маршалы показывают флаг с вертикальными красно-жёлтыми полосками. Зелёный флаг после него не обязателен.
По правилам ФИА, красно-жёлтый флаг убирают через четыре круга гонки, либо сразу же после того, как опасное вещество убрано.

### Чёрный флаг — штраф
Чёрный флаг означает «штраф». Увидевший этот флаг обязан либо заехать в боксы за дальнейшей информацией, либо немедленно сойти с дистанции. Три дополнительных флага, в расцветке которых также доминирует чёрный, детализируют причину штрафа.
Все штрафные флаги всегда показываются вместе с табличкой с гоночным номером оштрафованного автомобиля. Штрафные флаги могут показываться только с судейского поста.
В MotoGP на всех постах маршалов выставляется чёрный флаг с соответствующим номером гонщика, указывающий, что он должен вернуться в боксы, гонка для него окончена (DNF). В зависимости от причин показа чёрного флага могут применяться дополнительные штрафы. Чёрный флаг может быть показан гонщику и во время тренировки по соображениям, не связанным с безопасностью, например, если его транспондер не работает; и при устранении неполадки тренировка может быть возобновлена.

### Чёрно-оранжевый — техническая проблема
Если техническое состояние гоночной техники способно помешать нормальному ходу гонки, сломавшемуся показывают чёрный флаг с оранжевым кругом в центре. Увидев этот флаг, гонщик обязан либо заехать в боксы и устранить поломку, либо немедленно сойти с дистанции.
Примеры опасных поломок: капающее из машины масло, волочащийся обломок.
В MotoGP с 2020 года, гонщикам, покидающим трассу под этим флагом, потребуется разрешение технического стюарда перед повторным выходом на трассу.

### Чёрно-белый — предупреждение
За неспортивное поведение (срезание поворотов, опасные манёвры) гонщику показывают флаг, разделённый пополам по диагонали; верхняя часть чёрная, нижняя белая.

### Чёрный с крестом —дисквалификация
В некоторых гоночных сериях, чтобы показать гонщику, что он дисквалифицирован за систематическое игнорирование других флагов, применяется чёрный флаг с белым диагональным крестом. Этот флаг также не является официальным флагом ФИА.

## Неофициальные сигналы
Эти сигналы не описаны в правилах ФИА, но применяются неофициально.
- Показать гонщику огнетушитель: из машины идёт дым.
- Одной рукой показывать красно-жёлтый флаг, другой указывать на небо: локальный дождь.
- Покачивать красно-жёлтый флаг: на трассе маленькое животное (типа кошки, зайца или бобра).

## Ночная сигнализация
Ночной старт даётся только светофором. Финиш — освещённым клетчатым флагом. На все неподвижные препятствия ставятся световозвращатели. Штрафные флаги заменяются освещёнными табличками. Ночью машины включают фары, поэтому синий флаг не показывается. Остальные флаги заменяются световозвращающими дисками или светофорами соответствующих цветов.
В «Формуле-1» фар нет, потому даже в ночных гонках оставили синий маршальский светофор.
Переход с дневной сигнализации на ночную происходит на всех постах синхронно по команде главного судьи.

## Польза гоночных флагов
Исторически, гоночные флаги были единственным способом связаться с гонщиком. И сейчас остаются классы гонок, в которых запрещена любая радиосвязь автомобиля и боксов. Однако, в большинстве гоночных серий гонщик и команда поддерживают двустороннюю радиосвязь, и польза от флагов уменьшилась. Тем не менее, они позволяют объяснить болельщикам обстановку на трассе.
На овальных трассах флаги применяются лишь для объявления решений судьи (вызвать машину безопасности, остановить гонку и т. д.). Гонщики чаще всего полагаются на рассаженных по трибунам наблюдателей, которые сообщают им лучший путь маневрирования в трафике. В шоссейных же гонках флаги остаются важным источником информации о гонках. Примечательна гонка CART в Детройте в 1991 году, когда в один и тот же эвакуатор, несмотря на сигналы флагами, сначала врезался Майкл Андретти, а затем его отец Марио.